# Dutch Open 2022
Die Dutch Open 2022 im Badminton fanden vom 12. bis zum 16. Oktober 2022 im Topsportcentrum in Almere statt.

## Sieger und Platzierte
| Disziplin    | Gold                            | Silber                           | Bronze                              |
| ------------ | ------------------------------- | -------------------------------- | ----------------------------------- |
| Herreneinzel | Christo Popov                   | Mads Christophersen              | Arnaud Merklé                       |
| Herreneinzel | Christo Popov                   | Mads Christophersen              | Kantaphon Wangcharoen               |
| Dameneinzel  | Wen Chi-Hsu                     | Huang Ching-ping                 | Lin Sih-yun                         |
| Dameneinzel  | Wen Chi-Hsu                     | Huang Ching-ping                 | Qi Xuefei                           |
| Herrendoppel | Chiu Hsiang-chieh Yang Ming-tse | Callum Hemming Ethan van Leeuwen | Christopher Grimley Matthew Grimley |
| Herrendoppel | Chiu Hsiang-chieh Yang Ming-tse | Callum Hemming Ethan van Leeuwen | Marcus Rindshøj Andreas Søndergaard |
| Damendoppel  | Debora Jille Cheryl Seinen      | Chloe Birch Lauren Smith         | Huang Yu-hsun Lin Sih-yun           |
| Damendoppel  | Debora Jille Cheryl Seinen      | Chloe Birch Lauren Smith         | Annie Xu Kerry Xu                   |
| Mixed        | Robin Tabeling Selena Piek      | Callum Hemming Jessica Pugh      | Gregory Mairs Jenny Moore           |
| Mixed        | Robin Tabeling Selena Piek      | Callum Hemming Jessica Pugh      | Mads Vestergaard Christine Busch    |